# Džamila Stehlíková

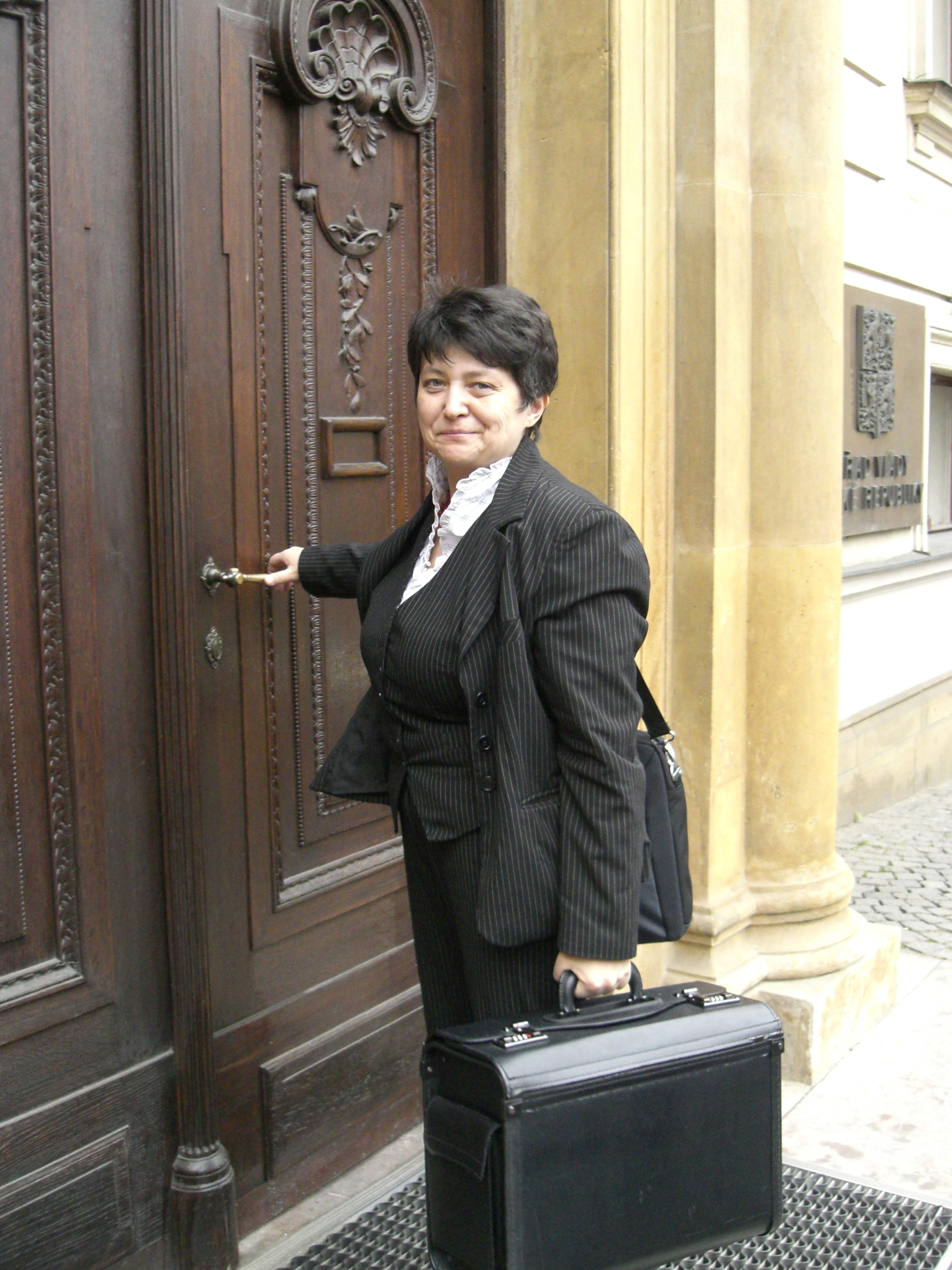
Džamila Stehlíková před zasedáním vlády 11. dubna 2007

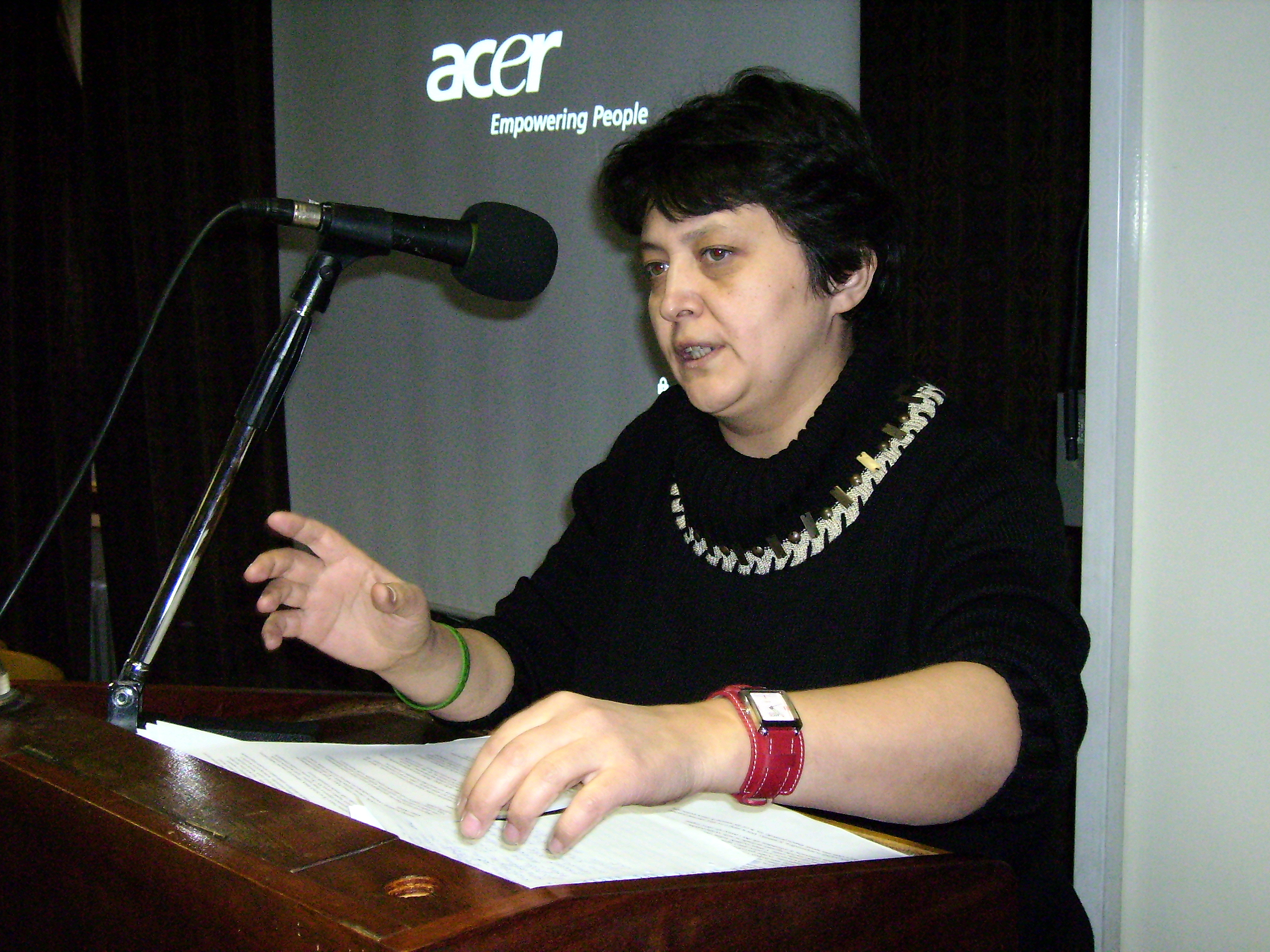
Džamila Stehlíková na krajské konferenci SZ v Praze v roce 2007

Džamila Stehlíková (kazašsky Жәмилә Стеһликова, rozená Ordabajeva; * 6. února 1962 Almaty, Kazachstán) je lékařka, univerzitní pedagožka, blogerka a politička kazašské národnosti žijící od roku 1988 v České republice. V letech 2007 až 2009 byla ministryní pro lidská práva a národnostní menšiny ČR ve druhé Topolánkově vládě a v letech 1998 až 2010 zastupitelka města Chomutov. Byla také místopředsedkyní a členkou Strany zelených, od roku 2017 byla místopředsedkyní a od roku 2021 je předsedkyní LES.

## Život a práce
Džamila Stehlíková vystudovala v roce 1985 obor všeobecné lékařství na První vysoké škole lékařské v Moskvě. V letech 1985–1988 pracovala jako vědecká pracovnice a pedagožka na katedře psychiatrie téže univerzity na klinice Sergeje Sergejeviče Korsakova. Od února 1989 do srpna 1992 pracovala jako odborná lékařka-psychiatrička v Nemocnici s poliklinikou v Chomutově. Spolupracovala mj. s MUDr. Josefem Jonášem.
V letech 1992–1997 pracovala jako vědecká pracovnice v Národním centru podpory zdraví v Praze a ve Státním zdravotním ústavu.
V letech 1998–2006 vykonávala soukromou lékařskou praxi v oboru psychiatrie v Chomutově. Dvanáct let byla v Chomutově členkou zastupitelstva. Jako pedagožka působila na Fakultě životního prostředí Univerzity Jana Evangelisty Purkyně v Ústí nad Labem, zabývala se výzkumem vlivu médií na hodnoty a chování obyvatel[zdroj?].
V roce 1988 uzavřela sňatek s klinickým psychologem PhDr. Miloslavem Stehlíkem, CSc. a přestěhovala se do tehdejšího Československa. Československé státní občanství získala 17. února 1992 na přímluvu Václava Havla. Od roku 1997 je rozvedená, má dvě děti.
Od roku 2010 se v Praze soustřeďuje především na soukromou lékařskou praxi v oboru psychiatrie (pomáhá mj. rizikovým pacientům, pacientům závislým na alkoholu a jiných psychoaktivních látkách a v Domě světla pacientům s infekcí HIV/AIDS).
V letech 2009–2014 pracovala na částečný úvazek ve Státním zdravotním ústavu v Praze na pozici Národní manažerky programu HIV/AIDS. Během své praxe napsala desítky lékařských publikací i popularizujících statí, poslední jsou k dispozici v on-line verzi.
V roce 2019 založila pod svým jménem nakladatelství, zaměřené na ruskojazyčnou a ukrajinskou disidentskou literaturu a její české překlady (např. Boris Chersonskij, Igor Pomerancev a další.

## Politická činnost
Svou politickou kariéru Džamila Stehlíková zahájila v roce 1998, kdy se stala členkou chomutovského zastupitelstva. Poslední dvě volební období byla městskou radní, od komunálních voleb v roce 2006 do roku 2009 zastupitelkou v Chomutově a předsedkyní Výboru pro národnostní menšiny. V roce 2006 neúspěšně kandidovala v senátorských volbách v obvodu č. 5 – Chomutov (7. místo, 3,67 % hlasů). Vykonávala funkci místopředsedkyně Strany zelených, předsedkyně ústecké krajské organizace SZ a členky republikové rady strany. V letech 1998–2014 byla členkou Strany zelených, ze strany vystoupila na sjezdu 25. ledna 2014.
V roce 2001 založila občanské sdružení Relikty, které se zabývá projektem Paměti Krušnohoří. Jde o mapování osudů starousedlíků české a německé národnosti v příhraničních oblastech na severozápadu Čech.
Dne 9. ledna 2007 se stala ministryní pro oblast lidských práv a menšin. K významným krokům jejího rezortu patří vytvoření Agentury pro sociální začleňování v romských lokalitách a ve spolupráci s Ministerstvem spravedlnosti ČR vytvoření Antidiskriminačního zákona o rovném zacházení a opravných prostředcích ochrany před diskriminací. Mezi jejími návrhy byly však také některé záměry veřejností vnímány kontroverzně. K nim patřil návrh na vytvoření zákona zakazujícího tělesné tresty na dětech. Z funkce sama odstoupila 23. ledna 2009 při hromadné rekonstrukci vlády. Nahradil ji Michael Kocáb.
Po sjezdu Strany zelených v lednu 2014 opustila Džamila Stehlíková stranu. Svoje rozhodnutí odůvodnila nedostatkem sebereflexe po prohraných parlamentních volbách v roce 2013 a přílišným vychýlením strany doleva. Následně vstoupila do Liberálně ekologické strany (LES) a na ustavujícím sněmu 16. února 2014 byla zvolena do jejího předsednictva. Ve volbách do Evropského parlamentu v roce 2014 kandidovala na 9. místě kandidátky LES, ale neuspěla. Na sněmu strany v červnu 2017 byla zvolena její místopředsedkyní. Na sněmu strany v červnu 2021 byla zvolena její předsedkyní.
Je členkou Výboru pro sexuální menšiny Rady vlády pro lidská práva. Dne 17. května 2016 získala cenu bePROUD za celoživotní přínos komunitě leseb, gayů, bisexuálů a transsexuálů (LGBT).
Ve volbách do Poslanecké sněmovny PČR v roce 2017 kandidovala jako členka LES na kandidátce TOP 09 v Ústeckém kraji, ale do poslanecké sněmovny se nedostala, TOP 09 v Ústeckém kraji nezískala jediný mandát.
Na sněmu Liberálně ekologické strany, konaném online dne 24. června 2021, odstoupil z funkce předsedy strany Martin Bursík a Džamila Stehlíková byla zvolena novou předsedkyní.
Prezident Miloš Zeman na ni podal žalobu poté, co v říjnu 2021 popisovala své domněnky o Zemanových možných zdravotních problémech v době, kdy byl Zeman hospitalizován. V říjnu 2024 potvrdil odvolací Městský soud v Praze, že se za tyto výroky o jeho zdraví Zemanovi nemusí omlouvat.